# Bronte Carmichael
Bronte Carmichael (* 11. Januar 2010 in Bristol) ist eine britische Schauspielerin.

## Leben und Karriere
Bronte Carmichael wurde als Tochter der Schauspieler Tristan Sturrock und Katy Carmichael geboren. Ihr Debüt gab sie 2017 in dem Film Die dunkelste Stunde. Im selben Jahr war sie in Am Strand zu sehen. 2018 bekam sie in Christopher Robin eine Hauptrolle als Madeline Robin; ihre Mutter spielte ebenfalls in diesem Film mit. Für ihre Rolle erhielt Carmichael eine Nominierung als Beste Nebendarstellerin in einem Spielfilm für den Young Artist Award 2019.
Außerdem wurde Carmichael für die Fernsehserie Nightflyers gecastet. 2019 trat sie in zwei Folgen von Game of Thrones auf. Ab 2022 spielte sie die Rolle der Leida Mothma, Tochter der Mon Mothma, in der Star-Wars-Fernsehserie Andor.

## Filmografie
Filme
- 2017: Die dunkelste Stunde (Darkest Hour)
- 2017: Am Strand (On Chesil Beach)
- 2018: Christopher Robin
- 2021: Rote Robin (Robin Robin, Kurzfilm, Stimme)

Fernsehserien
- 2017: Three Girls – Warum glaubt uns niemand? (Three Girls, 2 Folgen)
- 2018: Nightflyers (7 Folgen)
- 2019: Game of Thrones (2 Folgen)
- 2020: Raised by Wolves (Folge 1x01)
- 2022–2025: Andor
- 2023: Great Expectations (2 Folgen)
- 2024: Halo (2 Folgen)